# مردان اندیشه
مردان اندیشه (پدیدآورندگان فلسفه معاصر) (Men of Idea: Creators of Contemporary Philosophy) عنوان کتابی است از برایان مگی که در ایران با ترجمه عزت‌الله فولادوند در سال ۱۳۷۴ منتشر شده است.
برایان مگی در سال ۱۹۷۸ (میلادی) ضبط برنامه تلویزیونی «مردان اندیشه» را برای شبکه بی‌بی‌سی آغاز کرد. وی در این برنامه‌های رادیویی و تلویزیونی خود با شماری از فیلسوفان از جمله کارل پوپر، برنار ویلیامز، گیلبرت رایل، السدیر مک‌اینتایر، آیزایا برلین، هربرت مارکوزه، نوام چامسکی، و شماری دیگر گفتگو کرد. این گفتگوها نیز در کتابی با همین نام چاپ کرد.